# Audiokinetic Wwise
Wwise (Wave Works Interactive Sound Engine) est un logiciel Audiokinetic à destination des médias interactifs et des jeux vidéo qui permet la création audio et fait usage de moteur son multi-plateformes.
Il est gratuit à l'usage non commercial et se vend sous licence aux professionnels.
Le logiciel audio Nuendo intègre nativement Wwise pour la création et le mixage audio et musical de jeux vidéo.

## Plateformes prises en charge
- Android
- iOS
- Linux
- Mac
- Nintendo 3DS
- PlayStation 3
- PlayStation 4
- PlayStation Vita
- Wii
- Wii U
- Nintendo Switch
- Microsoft Windows
- Windows Phone 8
- Xbox 360
- Xbox One